# توماس براجر
توماس براجر (بالألمانية: Thomas Prager)‏ (13 سبتمبر 1985 بفيينا في النمسا - ) هو لاعب كرة قدم نمساوي في مركز الوسط. شارك مع منتخب النمسا تحت 17 سنة لكرة القدم ومنتخب النمسا تحت 19 سنة لكرة القدم ومنتخب النمسا تحت 21 سنة لكرة القدم ومنتخب النمسا لكرة القدم. أما مع النوادي، فقد لعب مع أوستريا فيينا ورابيد فيينا ولاسك لينتس ونادي لوزيرن ونادي هيرنفين وأثنيكس أشنة ‏.

## روابط خارجية
- توماس براجر على موقع قاعدة بيانات كرة القدم.إي يو (الإنجليزية)
- توماس براجر على موقع ناشيونال فوتبول تيمز (الإنجليزية)
- توماس براجر على موقع AS.com (الإسبانية)